# Протистояння (фільм, 2001)
«Протистояння» (англ. The One) — американський фантастичний бойовик 2001 року від Revolution Studios. У головних ролях Джет Лі і Карла Гуджино.

## Сюжет
Злочинець на ім'я Габріел Юлоу (Джет Лі), колишній член організації з контролю переміщень у просторі (передбачаючи відкриття червоточин як погоду), намагається знайти і вбити своїх аналогів у паралельних світах, щоб забрати в себе їхню єдину життєву силу, яку вони все ділять. Убиваючи інші версії себе (124) і забираючи їхню силу, Юлоу хоче стати богом.
Єдиний, хто його може зупинити — останній, що залишився в живих аналог, Габріел Лоу, який працює в департаменті шерифа Лос-Анджелеса в майже точної копії нашого світу (Джордж Буш залишився президентом, але деякі з його політичних рішень відрізнялися). Цей Габріел не знав про існування мультивсесвіту до подій фільму. Йому допомагає агент МВА (Агентство мультивсесвіту), на яке колись працював Юлоу. МВА вважає, що вбивство Габріела може призвести до загибелі всієї мультивсесвіту.
Фільм починається в світі схожому на наш, тільки там президентство США виграв Альберт Гор, і зброю поліцейських має електронну начинку. Злочинця-свідка Лоулесс, версію Юлоу в цьому світі, переводять під конвоєм в гараж поліцейської дільниці. Коли його вели повз камер інших злочинців, один безуспішно кидає в нього ніж; удар Лоулесс залишає вм'ятину на решітці. У гаражі, лунають постріли з вентиляційної труби. Перший же постріл вбиває Лоулесс. На очах у здивованих поліцейських, з труби вистрибує Юлоу, точнісінько схожий на їх ув'язненого. Використовуючи надлюдську реакцію і силу, Юлоу б'є і сильно ранить (якщо не вбиває) поліцейських і тікає. За ним мчать інші поліцейські і двоє особистостей з дивною зброєю. Тікаючи від них зі швидкістю 65 км/год, Юлоу прибуває на задній двір житлового будинку. Там з ним зустрічаються ті двоє людей, які опиняються агентами МВА Роудеккером і Фуншем. Вони оглушають Юлоу і транспортують його в штаб МВА через червоточину.
Юлоу постає перед судом за вбивства 123 версій себе в інших всесвітів і готують відіслати його на каторгу в інший всесвіт. Але тут прибуває подруга Юлоу і звільняє його, після чого він змінює координати тунелю і стрибає. Роудеккер і Фунш спрямовуються за ним.
В іншому світі, ситуація схожа на перший у фільмі — поліцейські готуються до конвою свідка. Цього разу, Габріел «Гейб» Лоу є поліцейським. У гаражі, він відчуває щось не так, перед тим як лунають постріли з вентиляції. Свідок убитий випадковою кулею, але Гейб встигає ухилитися. Невідомий стрілець тікає від поліцейських і перемахує через чотириметрову стіну. Гейб вдається зробити те ж саме (до його ж здивування) і він виявляється віч-на-віч з Юлоу. Перед тим як Юлоу може його вбити, зверху в Юлоу стріляють Роудеккер і Фунш, і він тікає. Нічого не розуміючий Гейб повертається додому до дружини Ті Кей, яка є версією подруги Юлоу. Вона переконує його піти в лікарню на перевірку. Там вони зустрічають інших поліцейських, і Гейб відправляється на МРТ, віддавши дружині свою обручку. Під час МРТ, на доктора нападає Юлоу, але його рятують Роудеккер і Фунш. Після перестрілки, Юлоу тікає, і його помічає камера стеження. Коли виходить Гейб, усі вважають що саме він винен у перестрілці і його друзі-поліцейські просять його здатися. У відповідь він тікає, по шляху ламаючи рушницю охоронця як сірник, доводячи що його сили порівнянні з силами Юлоу.
Роудеккер нарешті плює на статут і дає завдання Фуншу. Він показує йому гранату і каже що коли годинник Фунша загоряться червоним, тоді він повинен убити Гейб, так як Юлоу буде мертвий. Юлоу тікає з лікарні на санітарній машині, але там його підстерігає Роудеккер, знає звички колишнього напарника. Після короткої розмови, Юлоу навмисне врізає машину в стовп, приголомшуючи Роудеккера. Тим часом, Фунш переслідує Гейб на станцію метро і розповідає йому правду про мультивсесвіт і Юлоу. Гейб вважає що Фунш — псих і йде. Юлоу і Роудекке вступають в бійку, але сили нерівні — досвід Роудеккера не може зрівнятись із майже-миттєвою реакцією Юлоу і гине. Юлоу знешкоджує гранату, і годинник Фунша загоряються червоним. Збираючись вбити двійника Гейб, він розуміє що швидше за все план Роудеккера провалився і просить допомоги у нього.
На ранок, Ті Кей повертається додому в супроводі поліцейських. Вони оглядають будинок, але нікого не знаходять. Юлоу ховається на горищі і просить Ті Кей (прикидаючись Гейб) дати їй «його» револьвер. Вона його викриває, але він забирає в неї зброю і вбиває її на очах у зреагувала Гейб. Поліцейські вважають що вбивця — Гейб і переслідують його. Фунш забирає його на машині, і вони виїжджають. Заправляючи машину, Фунш говорить що, якщо Юлоу загине, то йому доведеться вбити і Гейб для збереження мультивсесвіту. Гейб все одно — ним рухає жага помсти. Вони знають де буде Юлоу — на пустуючої фабриці, де відкриється наступна червоточина. Прибувши туди, вони ледве встигають ухилитися від гранати кинутої Юлоу, після чого Гейб вступає з ним у двобій. Юлоу б'є його, незважаючи на рівні сили. Але потім Гейб змінює стиль боротьби і перемагає самовпевненого двійника за допомогою Фунша. Він затягає Юлоу в зону переміщення, але не встигає сам відійти. Всі троє стрибають у штаб МВА, де одного з них збираються тут же перекинути в тюрму. Але Фунш бачить на його пальці слід від обручки і розуміє що це Гейб, а не Юлоу. Двійників міняють місцями, і Юлоу нарешті опиняється в ув'язненні. Гейб збираються повернути додому (у нього немає МВА паспорта), незважаючи на протести Фунша, що його заарештують за вбивство дружини. Розуміючи що начальство не переконати, Фунш особисто набирає координати стрибка.
Після стрибка Гейб виявляє себе на бруківці і рятує собаку від машини. Несподівано він розуміє, що потрапив не додому — всі машини електричні. Він несе поранену собаку в найближчу ветеринарну клініку і зустрічає там дівчину-аналога Ті Кей.
Юлоу виявляє себе на каторзі під «Всесвіту Аїд», де на нього кидаються інші злочинці щоб «показати йому його місце на каторзі». Його останні слова перед бійкою — «Я буду єдиним!»

## Історична інформація
Як частина піар а для фільму, був відкритий вебсайт відмінного МВА. Хоча сайт на даний момент закритий, він давав детальний опис історії і деяких персонажів, включаючи тих, яких у фільмі не було. Далі слід ця інформація.

### Історія МВА
МВА було створено в «Всесвіті Альфа». Видатний сенатор США і член комітету з технології паралельних всесвітів по-імені Маркос Родрігес почав початковий дослідницький проект з вивчення квантового тунелювання. Але невдовзі після успішного стрибка в іншу всесвіт, Родрігеса звинуватили в шахрайстві та отриманні хабарів. Перед тим як він міг постати перед судом, Родрігес стрибнув у «Всесвіт Бета». Через початковій стадії технологій, поки його змогли знайти, він вже встиг убити свою копію в «Всесвіту Бета», теж сенатора, і зайняв його місце.
Колишній техаський прикордонник Кайл Браунінг був найнятий на посаду глави безпеки проекту тунелювання і стрибав з дослідниками в першій серії стрибків. Коли одна з дослідників стрибнула в інший світ, щоб уникнути скандал через несплату податків, Браунінг успішно повернув її назад.
МВА було створено, щоб вирішити проблеми з новою технологією і її використанні злочинцями, щоб піти від відповідальності. Кайл Браунінг став головним оперативником МВА і встановив багато з процедур та протоколів для виявлення і упіймання межпространственних злочинців.
Невдовзі після створення, МВА попросило всіх основних країн «Всесвіту Альфа» поставляти персонал і ресурси для зростаючої організації.
Основне завдання МВА — запобігти використанню тунелювання в злочинних цілях і піймання всіх тих, хто намагається уникнути правосуддя або втручатися в справи інших всесвітів.
Оперативники МВА діляться на дві взаємопов'язані групи. Одна група спеціалізується в простих вилученнях злочинців «Всесвіту Альфа» які втекли в інші світи. Інша група переслідує злочинців порушили меж-вселенські закони, що займаються контрабандою, або вбивають свої копії в інших світах.

### Персонал та агенти МВА
- Спеціальний агент Гаррі Роудеккер (Делрой Ліндо) [Архівовано 6 жовтня 2014 у Wayback Machine.]

Вік: 54
Допуск: Рівень 5
До агентства: Гаррі Роудеккер — колишній агент Секретної служби США. Він подав у відставку після того, як його змусили зізнатися у вбивстві держсекретаря. Він тут же подав заяву на роботу в МВА.
Агентурної досьє: Незважаючи на те, що він є одним з найкращих агентів в історії МВА, Роудеккер не зміг зловити головного порушника Габріела Юлоу, свого колишнього напарника. Роудеккер і Юлоу були напарниками більше шести років і разом повернули більше п'ятдесяти злочинців. Після невдалої спроби витягти порушника Ендрю Гарріса, Юлоу став одержимий поліпшеними фізичними здібностями Гарріса. Роудеккер цього не помічав; він також не помічав, що Юлоу почав вбивати свої копії в інших всесвітів під час завдань. Коли він це нарешті дізнався від агента Гранта, то Юлоу вже став занадто сильний, щоб його зловити.
Біо: Психічні рапорти вказують на те що Роудеккер винить себе в трансформації свого колишнього напарника Юлоу з хорошого агента в головного порушника. Роудеккер був малоуспішними з тих пір як Юлоу втік.
- Спеціальний агент Еван Фунш (Джейсон Стетхем)

Вік: 28
Допуск: Рівень 3
До агентства: Еван Фунш був поліцейським у Лос-Анджелесі «Всесвіту Бета». З ним зв'язалися агенти МВА з проханням допомогти їм зловити Маркоса Родрігеса. Хоча завдання закінчилося провалом, Фунш показав себе знавцем злочинного світу «Всесвіту Бета» і був найнятий МВА, щоб знайти декількох порушників, що ховаються в його світі. Фунш — третій з агентів не народжений в «Всесвіту Альфа».
Агентурної досьє: Фунш має шість успішних вилучень за останні п'ять місяців, незважаючи на погані результати тестів на інтелект і здатність. Він був постійним оперативником «Всесвіту Бета», але був недавно зроблений напарником агента Гаррі Роудеккера, щоб зловити головного порушника Габріела Юлоу. Сам Роудеккер вибрав Фунша за його винахідливості і високий рівень успіху. Фунш також був підвищений до третього рівня допуску.
Біо: Еван Фунш виріс у злочинній частини Беверлі-Хіллз. Колишній гравець в американський футбол, його взяли в команду Оукландскіх «ковбоїв», але він отримав травму до початку сезону. Він любить відновлювати класичні автомобілі і рибалити в чистій річці Лос-Анджелес.
- Керівник операцій Кайл Браунінг

Вік: 62
Допуск: Рівень 8
До агентства: Колишній техаський прикордонник, Кайл Браунінг був найнятий главою безпеки споконвічного проекту тунелювання.
Агентурної досьє: Після заснування МВА, Кайл Браунінг став головним оперативником МВА і встановив багато з процедур та протоколів для виявлення і упіймання межпространственних злочинців.
Біо: Син багатого техаського нафтового барона, Кайл Браунінг виріс в розкоші. Видатний атлет в університеті, він брав участь в Олімпійських іграх в 1964-му році в Каїр е в команді Техасу по крикет у.
- Агент Пак Джун І

Вік: 41
Допуск: Рівень 4
До агентства: Найкращий агент корейської розвідки, Пак Юнь Ї була особисто обрана прем'єр-міністр ом, щоб представляти Корею в МВА.
Агентурної досьє: Пак Джун І — єдиний агент, яка здала тест на інтелект і здатність на «відмінно». Очікувалося, що вона стане найкращим агентом розвідки МВА, але вона брала тільки завдання по вилученню. Незважаючи на малий успіх у затриманні злочинців, Пак не бажає працювати на інших завданнях. Вона була напарницею агента Роудеккера і брала участь в затриманні декількох втікачів, але після того як Роудеккера перевели на завдання по затриманню Габріела Юлоу, він замінив її агентом Фуншем. Керівник Браунінг дав Пак вибір: перейти в відділ розвідки, або подати у відставку.
Біо: Пак — енергійна лижниця і Скалолазка, яка сподівається одного разу забратися на Еверест у безлічі всесвітів. Деякі вважають, що Пак отримує наркотичне задоволення від тунелювання.
- Агент Саймон Грант

Вік': 34
Допуск: Рівень 5
До агентства: Саймон Грант був спеціальним агентом ФБР і викладав класи по злочинному поведінці. Його дослідження допомогли розкрити два відомих справи за серійним вбивцям у «Всесвіті Альфа». Потім він був найнятий МВА, щоб допомогти передбачати поведінку, пересування і дії межпространственних порушників.
Агентурної досьє: Грант допоміг ідентифікувати і зловити декількох порушників, включаючи серійного вбивцю, який вбиває свою колишню дружину в багатьох всесвітів. Що більш важливо, Грант розкрив план Габріела Юлоу вбити себе у всіх паралельних світах (крім свого). Знавець людської поведінки, Грант стежив за спробами Юлоу заховати свою увеличивающуюся силу, швидкість і спритність. Грант перевірив силу Юлоу, попросивши його перенести невелику коробку, яку він наповнив гирями вагою в 150 кілограм. Після того як Юлоу без проблем переніс коробку вгору по сходах, Грант звинуватив його в межпространственном вбивстві. Майстер чотирьох бойових мистецтв, Грант не очікував такої сили від Юлоу, коли той скинув його зі сходів і зламав його хребет.
Біо: Грант був спринтером світового класу. Його поєдинок з Юлоу закінчився паралічем нижньої частини тіла, і він тепер пересувається в інвалідному кріслі. Він занурився в роботу і з нетерпінням чекає упіймання і покарання Габріела Юлоу.
- Агент Гелена Джексон

Вік: 32
Допуск: Рівень 2
До агентства: Гелена Джексон — колишній агент Секретної служби США в «Всесвіту Альфа» і колега Гаррі Роудеккера. Вона була однією з небагатьох агентів жіночої статі і провела чотири роки, роблячи адміністративну бюрократію без єдиного оперативного завдання.
Агентурної досьє: Після успішного вилучення декількох малих порушників, Джексон боролася зі своїм першим великим завданням — піймання Паули Стоун. З тих пір як Джексон взяла справу шість місяців тому, Стоун участь свої кримінальні діяння, сподіваючись знищити всі паралельні копії свого начальника Алана Джозефсона. За цей час, команда Гелени наблизилася до упіймання злочинниці лише одного разу, що призвело до загибелі двох агентів МВА. Начальство дало Джексон ще один місяць зловити Стоун, після чого її знімуть з завдання.
Біо: Маючи досвід судової науки, Джексон помічає деталі, що допомагає їй в МВА. У неї хороші інстинкти, але їй слід навчитися довіряти членам своєї команди. Як одна з небагатьох агентів-жінок, вона постійно прагне довести свої сили своїм начальникам-чоловікам. Вона також є колишньою «Міс Оклахома-сіті».
- Агент Жан-П'єр Крігер

Вік: 34
Допуск: Рівень 2
До агентства: Жан-П'єр Крігер був лейтенантом Французького іноземного легіону і служив під час восьмирічної війни між Францією і Танзанією. Він був ганебно звільнений від зобов'язань за «Поведінка неналежне офіцеру».
Агентурної досьє: Крігер — фахівець з вилучення, затриманні злочинців, що ховаються в паралельних світах для доставки їх в «Всесвіт Альфа». Він охоче приймає будь низькопрофільне завдання по вилученню, особливо якщо підозрюваний небезпечний. Він відповідальний За тридцять чотири вилучення, але залишається оперативником другого рівня через історію надмірного застосування сили і нестандартної тактики. Вісім з цих вилучень були розслідувані на предмет незаконних смертей. Він був першим вибором агента Роудеккера для упіймання Юлоу, але на даний момент відсторонений від обов'язків за вбивство високопрофільні порушника Маркуса Томпсона.
Біо: Крігер подавав заяву на роботу в МВА чотирнадцять разів, перш ніж його прийняли. Його бойовий досвід і здатність працювати під напругою довели себе незамінними для його успішних завершення завдань; але його ігнорування інструкцій МВА і добробуту бранців робить його майбутнє в МВА сумнівним.

### Відомі межвсесвітні порушники
- Габріел Юлоу (Джет Лі)

Вік: 34
Опис: Межвсесвітний злочинець
Рідна всесвіт: «Всесвіт Альфа»
Злочини: сто двадцять три межвсесвітних вбивства, сто двадцять три нелегальні подорожі в паралельні світи, і багато інших злочини., Включаючи вбивства агентів MBA
Профіль: Юлоу — колишній агент МВА, натхненний діяннями порушника Ендрю Гарріса на вбивство всіх своїх паралельних копій. Він скоїв вбивства у всіх всесвітів крім однієї — «Всесвіт Магна». Відділ розвідки вважає що, якщо Юлоу досягне успіху у вбивстві останньої копії, він стане фізично невразливим. Тому, піймання Юлоу до того як він зможе це зробити є дуже важливою. Також, Юлоу повинен бути пійманий живим щоб його копія в «Всесвіту Магна» не став ненароком такий же всемогутньою. Хоча Юлоу вже давно є Номером Один в списку особливо-небезпечних злочинців МВА, він продовжує уникати вилучення. Агент Гаррі Роудеккер, колишній напарник Юлоу, і агент Еван Фунш нещодавно отримали завдання виявити і успішно його вилучити.
Місцезнаходження: Юлоу на даний момент знаходиться на каторзі «Стіг» в «Всесвіту Аїд».
- Олександр Морнінг

Вік: 43
Опис: Межвсесвітний контрабандист
Рідна всесвіт: «Всесвіт Альфа»
Злочини: Контрабанда заборонених речовин між всесвітами. Знищення власності МВА. Убивство першого ступеня.
Профіль: Алекс Морнінг — колишній ділок зброєю який тепер керує операцією по імпорту висококонтрольованої речовини під назвою «аністанс» для продажу кримінальним структурам під «Всесвіту Альфа». Аністанс — елемент «Всесвіту Драхан» дозволяє створювати неметалеве вогнепальну зброю. Він був виявлений дослідниками однієї з перших тунельних експедицій. Вбачаючи в цьому можливість, Морнінг придбав нелегальне пристрій для тунелювання і почав свою контрабандну операцію. Аністанс досить легко добути під «Всесвіту Драхан» і продається за дуже велику ціну на чорному ринку «Всесвіту Альфа». Агенти Моргінга перевозять речовину великими партіями і продають за золото, так як воно коштує втричі дорожче у «Всесвіті Драхан».
Місцезнаходження: Морнінг проживає в добре охоронюваному приміщенні біля Середземного моря «Всесвіту Драхан», де він швидше за все і залишиться на все життя. Успішне вилучення швидше за все провести не вдасться через гарну охорони Морнінг і небажання націй «Всесвіту Драхан» співпрацювати з МВА.
- Паула Стоун

Вік: 28
Опис: Межвсесвітная вбивця
Рідна всесвіт: «Всесвіт Альфа»
Злочини: Межвсесвітное вбивство. Нелегальне подорож в паралельні світи.
Профілі: Паула Стоун — особиста найманка комп'ютерного магната «Всесвіту Альфа» Алана Джозефсона, яка за його наказам вбивала багатьох особистих ворогів і суперників. Коли Джозефсон дізнався про спробам порушника Ендрю Гарріса вбити всі свої копії, він нелегально придбав тунельне пристрій. Замість того щоб самому його використовувати, він послав Стоун вбити всі його копії. Спроби МВА заарештувати Джозефсона не були успішними через нестачу доказів до його причетності. Переказ грошей з рахунку Джозефсона в Швейцарському банку на рахунок Стоун у Кайманових островах вказує на те що вона була успішна в як мінімум сорока двох всесвітів. Також, розвідка МВА вважає що Стоун також вбиває свої власні копії.
Місцезнаходження: Невідомо. Швидше за все, вона періодично повертається у «Всесвіт Альфа» щоб перевіряти свої банківські рахунки. Спроби МВА заморозити ці рахунки були безуспішні.
- Ендрю Гарріс

Вік: 37
Опис: Межвсесвітний злочинець
Рідна всесвіт: «Всесвіт Альфа»
Злочини: Межвсесвітное вбивство першого ступеня. Нелегальне подорож в паралельні світи.
Профіль: Хоча Ендрю Гарріс не був першим який убив себе в іншій всесвіту, він був першим хто, це навмисно зробив, щоб стати сильнішими. Гарріс був науковим асистентом споконвічного проекту тунелювання і почав вбивати свої копії. Перед тим як його зловив агент Роудеккер, Гарріс міг бігти зі швидкістю 65 км / год і піднімати маси втричі важче його. Цим він підтвердив, що всі копії людини в інших всесвітів мають одну і ту ж життєву силу, порівну ділячи між ними. Вбиваючи свої копії, він перерозподіляв цю енергію між залишились у живих.
Місцезнаходження: Каторга «Стіг» в «Всесвіту Аїд».
- Маркос Родрігес

Вік: 56
Опис: Межвсесвітний злочинець
Рідна всесвіт: «Всесвіт Альфа»
Злочини: Вимагання. Отримання хабарів. Втручання в справи паралельного світу.
Профіль: Сенатор Маркос Родрігес почав початковий дослідницький проект з вивчення квантового тунелювання. Але невдовзі після успішного стрибка в іншу всесвіт, Родрігеса звинуватили в шахрайстві та отриманні хабарів. Перед тим як він міг постати перед судом, Родрігес стрибнув у «Всесвіт Бета». Через початковій стадії технологій, поки його змогли знайти, він вже встиг убити свою копію в «Всесвіту Бета», теж сенатора, і зайняв його місце.
Місцезнаходження: Недавнє завдання по вилученню Родрігеса призвела до загибелі двох агентів МВА, коли вони зіткнулися з агентами Секретної служби США «Всесвіту Бета». Подальші завдання по вилученню сенатора були відкладені до того як він піде у відставку.
- Кайла Вонг

Вік: 31
Опис: Межвсесвітний злодій
Рідна всесвіт: «Всесвіт Алдіс»
Злочини: Межвсесвітное злодійство. Перевіз цінної контрабанди між всесвітами.
Профіль: Кайла Вонг — злодій творів мистецтв яка працює на приватних колекціонерів в її рідній «Всесвіту Алдіс», єдиною всесвіту з якою МВА поділилося технологією тунелювання. Великий чорний ринок існує у «Всесвіті Алдіс» на паралельні версії відомих місцевих творів мистецтва. Майже всі з них були викрадені Кайлі Вонг. Використовуючи вкрадене пристрій тунелювання, вона стрибає в інші світи і досліджує придатність і вартість робіт відомих в її рідній всесвіту. Деякі твори мистецтва вона просто купує дешево і продає за високу ціну будинку. Інші вона краде з погано захищених місць таких як приватні колекції та музеї університетів. Вонг залишалася на низькому місці в списку особливо небезпечних злочинців МВА до того як вона вкрала дві важливі і цінні роботи «Всесвіту Альфа» з Гуттенхайма в Нью-Йорк тобто
Місцезнаходження: Кайла Вогк проживає у «Всесвіті Алдіс», де у неї стільки впливових друзів, що легальна видача є неможливою. Вилучення також є складним, оскільки вона майже весь час проводить у своїй рідній всесвіту.
- Марвін Лідс

Вік: 62
Опис: Межвсесвітний найманець
Рідна всесвіт: «Всесвіт Альфа»
Злочини: Втручання в справи паралельного світу. Контрабанда зброї. Володіння пристрої класу 3.
Профіль: Марвін Лідс — колишній морський піхотинець США під час кривавого канадського конфлікту під «Всесвіту Альфа». Ушев у відставку, Лідс став солдатом удачі, командуючи невеликою армією добре озброєних, елітних солдатів. Його наймало уряд США щоб допомогти зробити державні перевороти в Панамі і Ліхтенштейн тобто Використовуючи свої військові зв'язки, Лідс отримав доступ до туннельному пристрою і стрибнув зі своєю армією під «Всесвіт Дельта». Там, він містить тренувальний табір і здійснює вилазки під «Всесвіт Альфа», де його загони б'ються на стороні того, хто заплатить більше, іноді навіть міняючи боку під час битв.
Місцезнаходження: Позиція та економічна сила Марвіна Лідса під «Всесвіту Дельта», де він не робив нічого протизаконного, роблять його вилучення дуже складним. На даний момент, планується приватний конфлікт, в який його заманять, після чого обидві армії захоплять його в полон. Але це складно зробити так, щоб не впізнали його розвідники.

## Цікаві факти
- У фільмі, «поганий» персонаж Джета Лі — Юлоу використовує стиль бойового мистецтва під назвою «сін'їцюань». «Хороший» персонаж Джета Лі — Габріель Лоу б'ється в стилі «багуачжан».
- Спочатку в ролі головних героїв повинен був сняться відомий реслер і кіноактор Двейн «Скеля» Джонсон, але він не зміг через зйомки фільму «Цар скорпіонів».
- Прізвища головного героя, стилізовані під китайські, в англійській мові можна зрозуміти як Ти закон (Юлоу), Закон (Лоу) та Беззаконня (Лоулесс).
- Оригінальна назва фільму «The One» перекладається як «Єдиний».

## Саундтрек
1. Drowning Pool — «Bodies»
2. Drowning Pool — «Sinner»
3. Disturbed — «Down With the Sickness»
4. Джессі Дейтон — «Train of Dreams»
5. Tony Orlando & Dawn — «Knock Three Times»
6. The Capris — «There's a Moon Out Tonight»
7. Papa Roach — «Blood Brothers»
8. Papa Roach — «Last Resort»